# Niphargus burgundus
Niphargus burgundus is een vlokreeftensoort uit de familie van de Niphargidae. De wetenschappelijke naam van de soort is voor het eerst geldig gepubliceerd in 1967 door Graf & Straskraba.